# Fodor Miklós (költő)
Fodor Miklós (Budapest, 1967. június 20.–) magyar zenész, költő, esztéta.

## Életpályája
Az ELTE BTK-n végzett filozófia-tanár szakon 1996-ban.
Sokféle szellemi tevékenységet folytató művész-filozófusnak tartja magát. 1997 óta fuvolát és furulyát tanít alapfokú művészeti iskolákban. Ír és magyar népzenét játszott a Greenfields és a Mező együttesekben 1997 és 2015 között.
2003-tól általa megzenésített versekkel lépett fel fesztiválokon, rendhagyó irodalomórákon, egyéb rendezvényeken a Túlpart együttessel, majd később a Membrán és az Ellenanyag együttesekkel.
2002-től ír esszéket, kritikákat, verseket és novellákat. 2024-ben szerkesztője lett a Napút Online folyóiratnak.
Két megzenésített verseket tartalmazó CD-je jelent meg a Túlpart együttessel Ellenszél (2006) és Liliomtánc (2008) címmel. Döntően XX. századi magyar költők műveihez illetve a magyar néphagyomány egyes jelenségeihez kapcsolódó esszéi és kritikái 2002-től jelentek meg a Kortársban, Hitelben, Napútban, Tiszatájban, Győri Műhelyben és más irodalmi lapokban. Verseskötetein kívül két oktatási célú magyar népzenei kottát adott ki Cifra magyar (2022) és Cifra táncház (2023) címmel.
Hobbija a sakk és a foci.

## Munkássága

### Kritikai visszhang
- Székely András Bertalan: Egy garabonciás köztünk (Garabonciás-katalizátor, Cédrus Művészeti Alapítvány, 2023)[3]

## Művei

### Kötetek
- Hegyesfülű bekopog. Dinka versezetek; Cédrus Művészeti Alapítvány, Budapest, 2020 (Káva téka)
- Garabonciás-katalizátor. Dinka versek, szövegek és dalok; Cédrus Művészeti Alapítvány, Budapest, 2023

### Kották
- Cifra magyar. 104 díszes népzenei dallam fuvolára, blockflötére vagy más dallamhangszerre; szerzői, s.l., 2022[4]
- Cifra táncház. Hungarian folkmusic. 181 díszes, magyar néptáncdallam fuvolára, altfurulyára vagy más dallamhangszerre tájegységek, táncok és nehézség szerint rendezve; szerzői, s.l., 2023[5]

### Zenei albumok
- Túlpart: Ellenszél; 2006
- Túlpart: Liliomtánc; Gryllus, Bp., 2008

### Online publikációk
- A mindenség jelei. Jánosi Zoltán: Nagy László mitologikus költői világa; A Csodafiu-szarvas – Poézis, ember és univerzum Nagy László  költeményében (Kortárs, 2005/3.)[6]
- Bízzuk a Jóistenre! Kapiller Ferenc: Megélt aranykor – Salföldi beszélgetések Somogyi Győző festőművésszel (Kortárs, 2005/9.)[7]
- Álom és érintettség Szarka Tamás Ghymes-dalaiban (Bárka, 2008/4., 75. old.)[8]
- Ég és Föld gyógyító nászának részese. Versek (Napútonline, 2023 okt.)[9]
- Mágikus kozmoteológia. Pap Gábor elmélete a csillagkép-rendszer kultúrafilozófiai jelentőségéről (Napútonline, 2024 máj.)[8]
- Válaszképpen fölzúg a tenger. Pilinszky János: Egy szenvedély margójára – versértelmező kísérlet (Napútonline, 2024 szept.)[10]
- Profetikus-filozofikus líra. Babics Imre Dérkristályok Növekvő Sóhajából című verseskötetének értelmezési kísérlete (Irodalmi Jelen, 2024. szept.)[11]
- Képes vagy! Feljegyzések a filozófia, a költészet, a dráma és az Élet határmezsgyéjéről (Napútonline, 2024 nov.)[12]

### Zenei produkciók

#### Greendfields együttes
- Szent Patrik nap (Máriaremete, 2021)

#### Túlpart együttes
- Youtube-csatorna
- Nagy László: Elmentek tejfogaim (2011)
- Fodor Miklós: Jégkristály (fuvola-improvizáció, 2012)
- Radnóti Miklós: Talán (Túlpart együttes és Szűkített Kvartett, 2014)